# 黒住駿
黒住 駿（くろずみ しゅん）は、NHKアナウンサー。

## 経歴・人物
千葉県出身（出生地は岡山県）。慶應義塾高等学校を経て、慶應義塾大学法学部を卒業後、2012年に入局。
高校生の時にたまたまトレーニング施設で会った長渕剛から「アナウンサーみたい」と言われたことがきっかけで、アナウンサーを志すようになる。
小学校から高校まで野球部に所属し、大学時代は母校の学生コーチを務めた。
入局後は主にスポーツ実況を担当している。
スポーツインストラクターの資格あり。

## 現在の担当番組
- 東海・北陸地方のニュース
- ニュース845東海
- 各種スポーツ中継

## 過去の出演番組
佐賀放送局時代（2012年度 - 2016年度）
- ここはふるさと 旅するラジオ
- 着信御礼!ケータイ大喜利（2013年2月2日）
- NHKニュースおはよう日本（西堀裕美のスポーツキャスター代行・2014年8月25日 - 29日）

沖縄放送局時代（2017年度 - 2020年8月）
- おきなわHOTeye（不定期）
- 沖縄県のニュース・中継・リポート
- 沖縄熱中倶楽部（不定期）

仙台放送局時代（2020年9月 - 2024年8月）
- 宮城県・東北地方のニュース
- てれまさ（ニュースリーダー）
- ニュースてれまさ845

## 主な実況実績
- NHK競馬中継 - レース実況
  - 第44回ジャパンカップ（2024年11月24日）